# HMS Leopard
El HMS Leopard era un navío de línea de cuarta clase de la Royal Navy que se utilizó durante las Guerras revolucionarias francesas, las Guerras Napoleónicas y la Guerra anglo-estadounidense de 1812.

## Construcción y puesta en funcionamiento
Se encargó primero el 16 de octubre de 1775, y fue nombrado el 13 de noviembre de 1775 y establecido en el astillero de Portsmouth en enero de 1776 Fue reorganizado en mayo de 1785, diez años después de haber sido previamente establecido. La construcción comenzó en el astillero de Sheerness el 7 de mayo de 1785. El trabajo fue en un primer momento supervisado por el maestro carpintero Martin Ware hasta diciembre de 1785, y después de eso por John Nelson hasta marzo de 1786 cuando Guillermo se hizo cargo de la regla.  Se puso en marcha en Sheerness el 24 de abril de 1790, y se había completado el 26 de mayo de 1790. Fue puesto en servicio en junio de ese año bajo su primer comandante, el capitán John Blankett.

## Servicio
A principios de 1807, un puñado de marineros británicos, algunos nacidos en América, dejaron abandonados los buques respectivos. En un intento por recuperar a los desertores británicos, el capitán Salisbury Pryce Humphreys, al mando del Leopard, eligió el USS Chesapeake y pidió permiso para salir en su búsqueda. El comodoro James Barron del Chesapeake se negó, y el Leopard abrió fuego. Desprevenidos, Barron se rindió y Humphreys inició la búsqueda de los desertores. El grupo de abordaje tomó cuatro desertores de la Royal Navy, tres estadounidenses y un británico de origen marino, y los llevaron a la ciudad de Halifax, donde el marino británico Jenkin Ratford fue ahorcado por deserción.Los estadounidenses fueron condenados inicialmente a 500 latigazos, pero tuvieron su sentencia conmutada, Gran Bretaña también se ofreció a volver a Estados Unidos.
El incidente causó graves repercusiones políticas en Estados Unidos, y casi llevó a las dos naciones a la guerra.

## Destino final
En 1812, al Leopard le habían retirado las armas y se convirtió en un barco de transporte de tropas. El 28 de junio de 1814 se encontraba en ruta desde Gran Bretaña a Quebec, llevando un contingente de 475 soldados de la Guardia Real Escocesa, cuando en la isla de Anticosti se vio envuelto en una densa niebla y naufragó. La nave fue destruida, pero sobrevivieron todos los que iban a bordo